# 米子ジャンクション
米子ジャンクション（よなごジャンクション）は、鳥取県米子市流通町の山陰自動車道（米子道路）と米子自動車道を結ぶジャンクションである。現在は山陰道の松江方面と米子道落合方面が接続されている。
当初、山陰自動車道米子東ICと米子自動車道米子ICとの連結は平面交差点で行われており、直接つながっていなかった。
そのため、米子JCTを整備することとなり、2005年（平成17年）8月4日に出雲・松江方面→落合・岡山方面（Bランプ）が開通、2006年（平成18年）8月11日に岡山・落合方面→松江・出雲方面（Cランプ）が開通した。
鳥取方面 ⇔ 岡山･落合方面は、取付部の準備工事はなされているものの、着工には至っていない。米子ICを利用する。
米子東IC・米子ICと一体化しており、ランプウェイは急カーブ・急勾配のため最高速度が40km/hに制限されている。

## 道路
- E9 山陰自動車道（16番）
- E73 米子自動車道（16番）

## 周辺
- 大山
- 佐陀川
- お菓子の壽城

## 隣
E9 山陰自動車道
(15) 淀江IC - (16) 米子東IC（鳥取方面出入口） - (16) 米子JCT - (16) 米子東IC（出雲方面出入口） - (17) 日野川東IC
E73 米子自動車道
(5) 溝口IC/BS - 大山PA/BS - 米子TB - (6) 米子IC（落合方面出入口） - (16) 米子JCT